# Rossington
Rossington è un paese della contea del South Yorkshire, in Inghilterra. Nato come villaggio di minatori e sorto tutto intorno alla chiesa principale è circondato da aperta campagna e le città commerciali di Bawtry e Tickhill. Conta una popolazione di 13.255 anime.

## Storia
A Rossington sono rimaste le rovine di un fortino ed un forno per la lavorazione della ceramica risalenti all'epoca dell'occupazione Romana. Il nome di questa cittadina deriva dall'antico Anglo-Sassone e significa "la fattoria sul Moro" probabilmente derivante dal fatto che intorno sono presenti miniere di carbone. Precedentemente questo paese era diviso in 4 altri: Littleworth", "Old Rossington", "New Rossington" e "Rossington Bridge". I primi due si sono fusi quando, nel 1970, fu eretto un nuovo complesso residenziale; ha contribuito a ciò anche la scomparsa del Littleworth shop. Il New Rossington venne costruito nello stesso periodo ricordato per l'allagamento della miniera di carbone. Rossington Bridge, l'insediamento più vecchio, è composto ora di pochi edifici.
Attraversato dall'antica strada Romana che univa York a Lincoln, R. bridge era la sede di un grande fortino Romano (appunto il più grande tra le due città appena citate) ed è stata un'importante tappa lungo la A1 Great North Road.
Formalmente Littleworth non è mai stato unito ad Old Rossington ma ormai è dato per assodato a causa del furto del cartello posto sul bivio stradale che indicava la suddetta località. questo furto è avvenuto ai primi del 1900 ed ora è in corso una procedimento legale per rimpiazzare il cartello e ribadire che Littleworth è indipendente da Old Rossington.

## La Miniera
È stato tuttavia intorno alla metà del XX secolo che la zona ha assistito alla sua imponente espansione. la necessità di lavoratori per la miniera di Rossington e per tutto quel che ne segue nei dintorni portò alla costruzione di un gran numero di abitazioni nei pressi della cava e questo complesso fu chiamato New Rossington. con la fine del British Coal nei primi anni novanta, la miniera rimase l'ultima della zona a estrarre carbone e restare attiva anche se su scala molto ridotta. a causa di questa riduzione obbligata la zona ne risentì molto e disoccupazione e povertà raggiunsero anche questi luoghi. nel 2007 la miniera chiuse definitivamente.

## L'espansione
negli ultimi tempo Old Rossington ha assistito alla costruzione su larga scala di nuovi edifici, soprattutto abitazioni private, aumentando la ricchezza del paese. si ritiene che Rossington sia ora il più grande villaggio dell'Inghilterra con una popolazione di 13,255 persone. Da sola comprende quasi il 5% della popolazione della Doncaster Metropolitan Borough, il quadruplo rispetto alla confinante città di Bawtry. con questa espansione Old Rossington ha superato anche le dimensioni del nuovo villaggio, New Rossington.

## La Linea Ferroviaria
il "vecchio" ed il "nuovo" villaggio sono divisi dalla linea principale della costa est. ci sono solamente 2 attraversamenti delle rotaie in questa zona: i due ponti sulla Stripe Road. Come suggerisce il nome di questa strada una volta Rossington aveva la propria stazione che però venne chiusa nel 1958 anche se alcuni treni speciali continuavano a transitare fino agli tardi anni sessanta. gli edifici che la componevano rimasero in piedi fino agli anni ottanta, quando vennero demoliti. Ora la segnaletica è tutta automatizzata ma prima un operatore doveva azionare tutti i comandi a mano.

## Sport
la squadra di calcio locale più importante è il Rossington Colliery, fondata nel 1919. questo Club in origine giocava dietro gli uffici della miniera a New Rossington prima di spostarsi nell'attuale stadio alla fine di Oxford Steet nel 1921. nel 1998 si fuse assieme alla Rossington FC per formare la Rossington Main FC che gioca nel campionato delle contee del nord-est.
per quanto riguarda altre discipline ricordiamo la squadra di nuoto dei RASCALS (tradotto: i mascalzoni), fondata nel 1966, e le 3 squadre di cricket ospitate dal Rossington Cricket Club. questo club riunisce le fasce giovanili con quelle con più esperienza.

## Luoghi di Culto
- La Chiesa di San Michael
- La Chiesa di San Luke
- La Chiesa metodista di Rossington
- Il centro cristiano New Life
- La Chiesa Romana Christ The King Roman Catholic Church
- La Chiesa della Comunità Battista, HolmesCarr Centre